# 다카마쓰정 (이시카와현)
다카마쓰정(高松町)은 이시카와현 가호쿠군에 속했던 정이다. 2000년 인구조사에서 가나자와시로의 통근율은 20.9%였다.
2004년 3월 1일에 우노키정, 나나쓰카정과 합병해 가호쿠시가 되었다.

## 역사
- 1889년 4월 1일 정촌제 시행과 함께 다카마쓰촌이 성립하였다.
- 1907년 - 가나쓰타니촌과 합병해 새로운 다카마쓰촌이 되었다.
- 1922년 8월 1일 - 다카마쓰촌이 정으로 승격해 다카마쓰정이 되었다.
- 2004년 3월 1일 - 가호쿠군 우노케정, 나나쓰카정과 합병해 가호쿠시가 되었다.

## 지리
이시카와현의 중부에 있어, 동해에 접해 있었다.

## 교통

### 철도
- 서일본 여객철도 나나오 선

### 도로
- 노토 유료도로
- 국도 159호선
- 국도 471호선